# Squalus crassispinus
Squalus crassispinus é uma espécie de peixe da família Squalidae. A espécie foi proposta em 1994 como Squalus "sp. nov. D", sendo descrita formalmente apenas em 2007.
É endémica da Austrália, onde pode ser encontrada na Austrália Ocidental, de Port Hedland a North West Cape. Habita o mar aberto à profundidades de 180 a 210 metros.